# 長野稙藤
長野稙藤（1504年—1562年6月6日／1561年1月23日）是日本戰國時代於伊勢國的戰國大名。長野工藤氏第14代當主。父親是第13代當主長野通藤。

## 生平
在永正元年（1504年）出生。幼名金吾。在永正8年（1511年）至大永元年（1521年）期間元服，受將軍足利義稙和父親通藤下賜偏諱，於是改名為稙藤。享祿3年（1530年），因為父親死去，於是繼承家督並成為第14代當主。為了伊勢的支配權而與北畠晴具和北畠具教鬥爭。在天文年間中期至後期之際，把家督讓予嫡男藤定並隱居，不過此後與藤定一同指揮軍隊、執行政務等，被推測是與藤定進行共同統治。
持續與北畠氏鬥爭，不過在天文16年（1547年）開始受到晴具侵攻而漸漸被壓倒，於是在永祿元年（1558年），具教的次男具藤被藤定迎為養子，並被強制讓予家督，以此為條件而達成和睦，實質上長野氏向北畠氏臣服。
在永祿5年（1562年）5月5日死去（一說是永祿4年1月8日（1561年1月23日）死去）。享年58歲。戒名是青蓮院殿天覺常本大居士。如果永祿5年死去的說法正確，則日期與嫡男藤定的死去日期相同，因此可能是被北畠氏暗殺。